# Крудс (франшиза)
Крудс (енгл. The Croods) америчка је анимирана медијска франшиза творца DreamWorks Animation-а, Франшиза је почела филмом Крудс из 2013. године, а од тада је нарасла и укључује наставак, Крудс: Ново доба; две телевизијске серије, Успон Крудса и Крудс: Породично стабло и две видео игрице.
Франшиза укључује породицу пећинских људи, титуларних Крудс, док пролазе кроз праисторијско плиоцен доба историје Земља познато као "Крудс", праисторијски период који садржи праисторијска створења након што су наишли на генијалног Гаја док шетате кроз опасну али егзотичну земљу у потрази за новим домом.

## Филмови
| Филм             | Датум објављивања у С.А.Д. | Редитељ(и)                 | Сценариста(и)                                   | Прича                                | Продуцент(и)                  |
| ---------------- | -------------------------- | -------------------------- | ----------------------------------------------- | ------------------------------------ | ----------------------------- |
| Крудс            | 22. март 2013.             | Крис Сандерс и Кирк Демико | Кирк Демико и Крис Сандерс                      | Џон Клиз, Кирк Демико и Крис Сандерс | Кристин Белсон и Џејн Хартвел |
| Крудс: Ново доба | 25. новембар 2020.         | Џоел Крофорд               | Ден Хегман, Кевин Хегман, Пол Фишер и Боб Логан | Кирк Демико и Крис Сандерс           | Марк Свифт                    |

## Телевизијске серије
| Серија                  | Сезоне | Епизоде | Датум почетка       | Датум завршетка | Шоуранер(и)              | Мрежа(е) |
| ----------------------- | ------ | ------- | ------------------- | --------------- | ------------------------ | -------- |
| Успон Крудса            | 4      | 52      | 24. децембар 2015.  | 7. јул 2017.    | Брендан Хеј              |          |
| Крудс: Породично стабло | 3      | 19      | 23. септембар 2021. | Проветравање    | Марк Банкер и Тод Грајмс |          |